# Rosenbergia hudsoni
Rosenbergia hudsoni är en skalbaggsart som beskrevs av Nylander 2004. Rosenbergia hudsoni ingår i släktet Rosenbergia och familjen långhorningar. Inga underarter finns listade i Catalogue of Life.